# Antoine Louis Hippolyte Duchesne
Pour les articles homonymes, voir Antoine Duchesne (homonymie) et Duchesne.
Antoine Louis Hippolyte Duchesne est un homme politique français né le 27 février 1781 à Grenoble (Isère) et décédé le 9 février 1854 à Grenoble.
Fils de Pierre-François Duchesne, député aux Cinq-Cents, il est député de l'Isère en 1815, pendant les Cent-Jours, puis de 1835 à 1837, siégeant au centre et soutenant les ministères de la Monarchie de Juillet.

## Sources
- « Antoine Louis Hippolyte Duchesne », dans Adolphe Robert et Gaston Cougny, Dictionnaire des parlementaires français, Edgar Bourloton, 1889-1891 [détail de l’édition]